# Naulia Dawai
Pas d'image ? Cliquez ici

a Compétitions nationales et continentales officielles uniquement.

b Matchs officiels uniquement.
Dernière mise à jour le 2 août 2022.
Naulia Dawai, né le 26 juin 1987 à Nadi (Fidji), est un joueur de rugby à XV international fidjien évoluant au poste de troisième ligne aile. Il mesure 1,83 m pour 110 kg.

## Carrière

### En club
Après joué en amateur aux Fidji, Naulia Dawai rejoint la Nouvelle-Zélande en 2011 pour évoluer avec Midlands RFC dans le championnat amateur de la région de Southland. Initialement talonneur, il fait petit à petit sa transition vers le poste de troisième ligne. En 2013, il fait ses débuts professionnels avec la province de Southland en NPC.
En 2014, il rejoint Otago, toujours en NPC, où il évolue pendant 3 saisons.
En octobre 2016, il signe un contrat de deux saisons avec la province irlandaise du Connacht qui évolue en Pro12 (puis Pro14). Il fait ses débuts avec cette équipe le 17 décembre 2016 à l'occasion d'un match de coupe d'Europe contre les Wasps, marquant à cette occasion l'essai de la victoire dans les dernières minutes de la rencontre. En mars 2018, le club du Connacht annonce que son contrat ne sera pas prolongé, et donc qu'il ne sera conservé à l'issue de la saison 2017-2018.
À l'automne 2018, il fait son retour avec Otago en NPC.
En 2019, il rejoint l'équipe des Asia Pacific Dragons (en), basée à Singapour et évoluant en Global Rapid Rugby.
L'année suivante, il rejoint les États-Unis, et la franchise des New England Free Jacks en Major League Rugby pour une saison,. Il n'est pas conservé au terme de la saison, et retourne brièvement jouer aux Fidji avec le club de Nadi,.
En mai 2021, il fait son retour en MLR avec les Seawolves de Seattle,. Après une saison où il joue huit matchs, il n'est pas conservé et retourne vivre aux Fidji.

### En équipe nationale
Naulia Dawai est sélectionné pour la première fois avec l'équipe des Fidji en juin 2016, dans le cadre de la Pacific Nations Cup. Il obtient sa première cape internationale dans la foulée, le 11 juin 2016 à l’occasion d’un match contre l'équipe des Tonga à Suva.

## Palmarès

### En club
Néant

### En équipe nationale
- Vainqueur de la Coupe des nations du Pacifique en 2016 et 2017.

## Statistiques internationales
- 8 sélections avec les Fidji entre 2016 et 2017.
- 0 point.